# Friedhofskapelle Maria Schnee (Eichstätt)

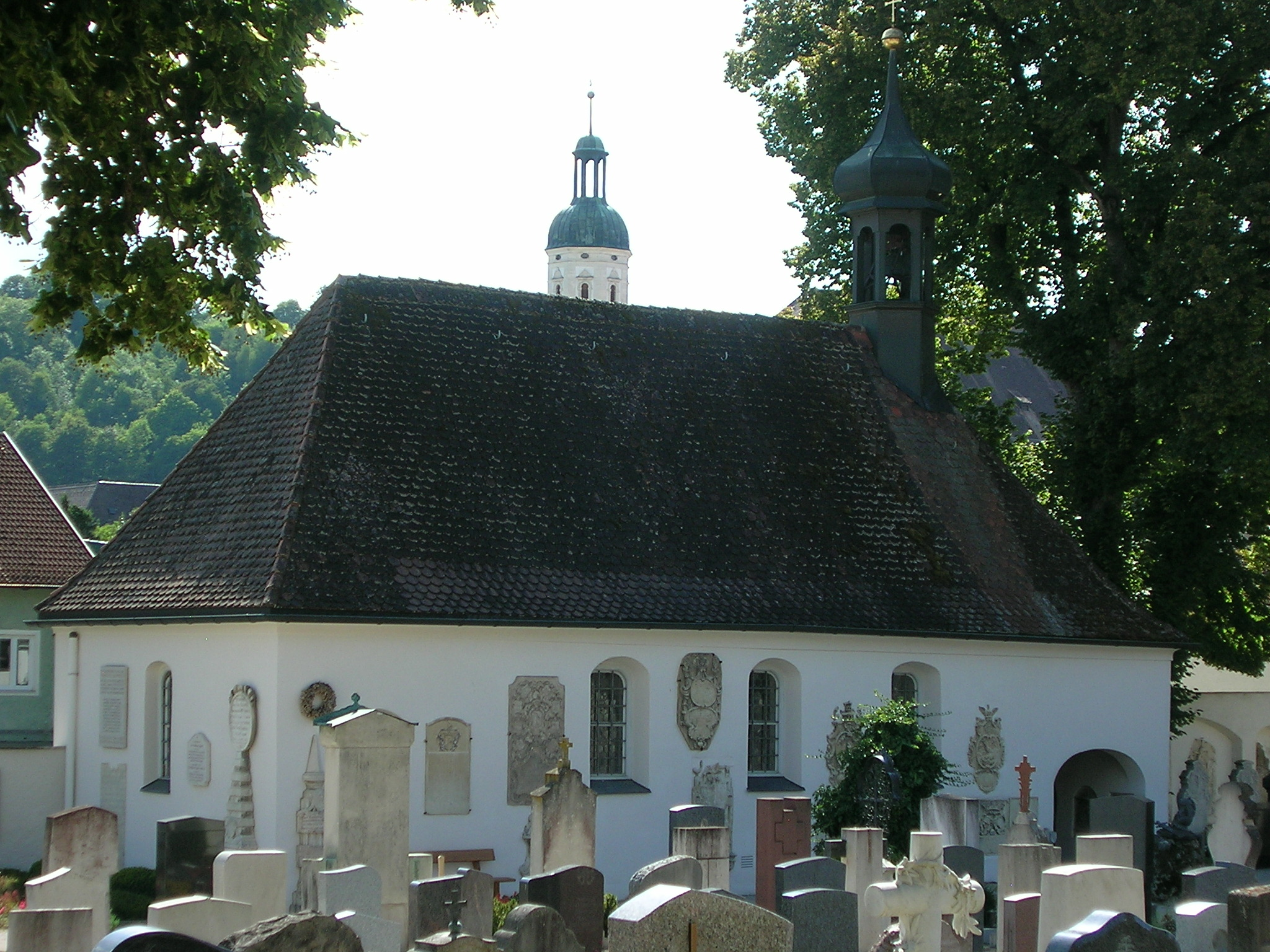
Friedhofskapelle

Die 1535 errichtete Friedhofskapelle Maria Schnee (auch Gottesackerkirche) befindet sich auf dem Eichstätter Ostenfriedhof.

## Beschreibung
Bis in das 16. Jahrhundert befand sich der wichtigste Friedhof der Stadt am Dom. Nachdem dieser Friedhof zu klein wurde, wurden 1535 zwei neue Friedhöfe errichtet, der Westenfriedhof im Westen der Stadt und im Osten der Stadt, der Ostenfriedhof. Im Westenfriedhof wurde die Kapelle St. Michael errichtet und im Ostenfriedhof die Kapelle Maria Schnee. 1711 wurde die Kapelle unter Hans Schönauer umgebaut. Die letzte Renovierung fand 2013 statt.
Direkt an der Kapelle befindet sich das Grabmal des Eichstätter Hofbaumeisters Maurizio Pedetti.

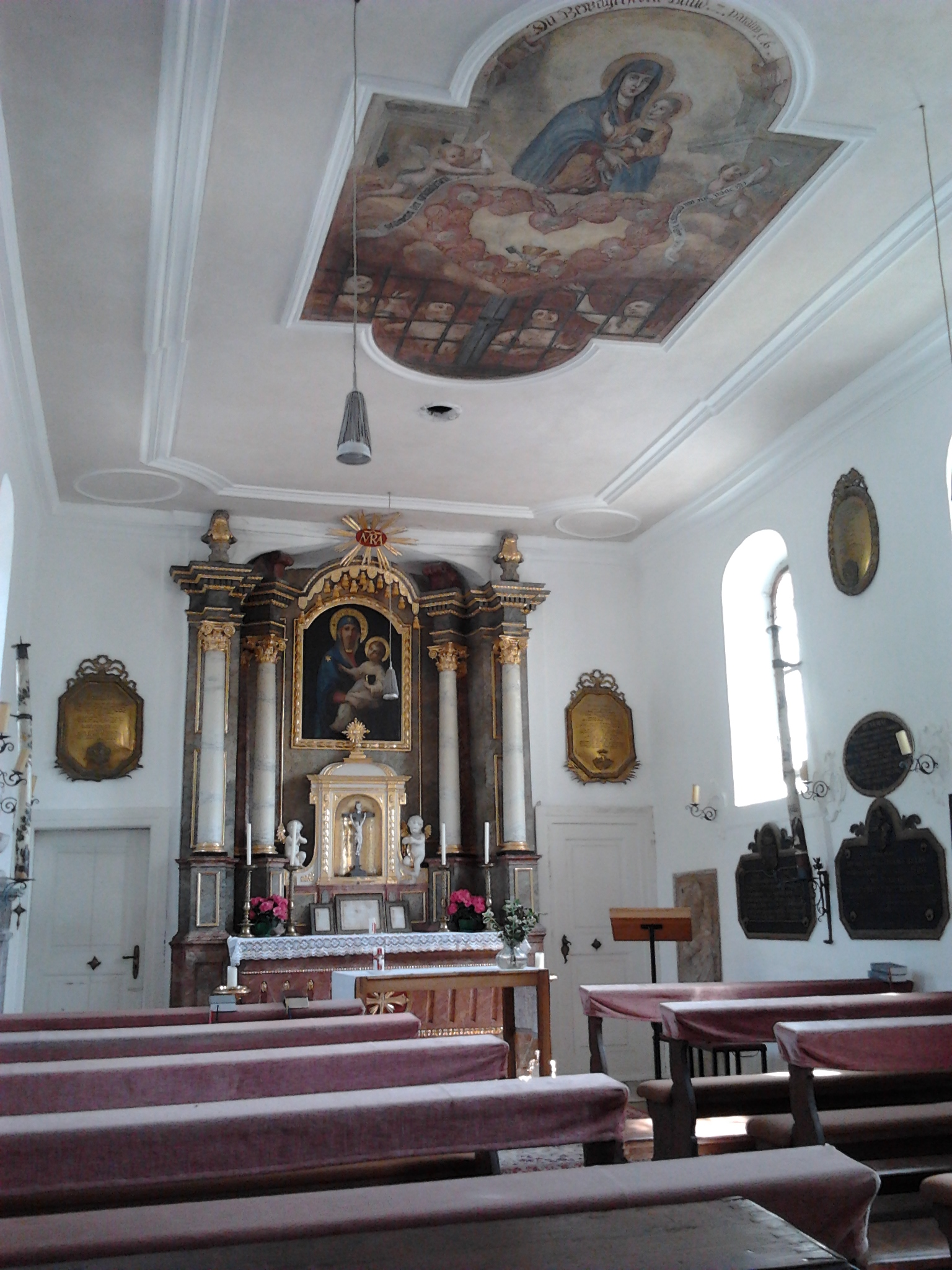
Innenraum der Kapelle
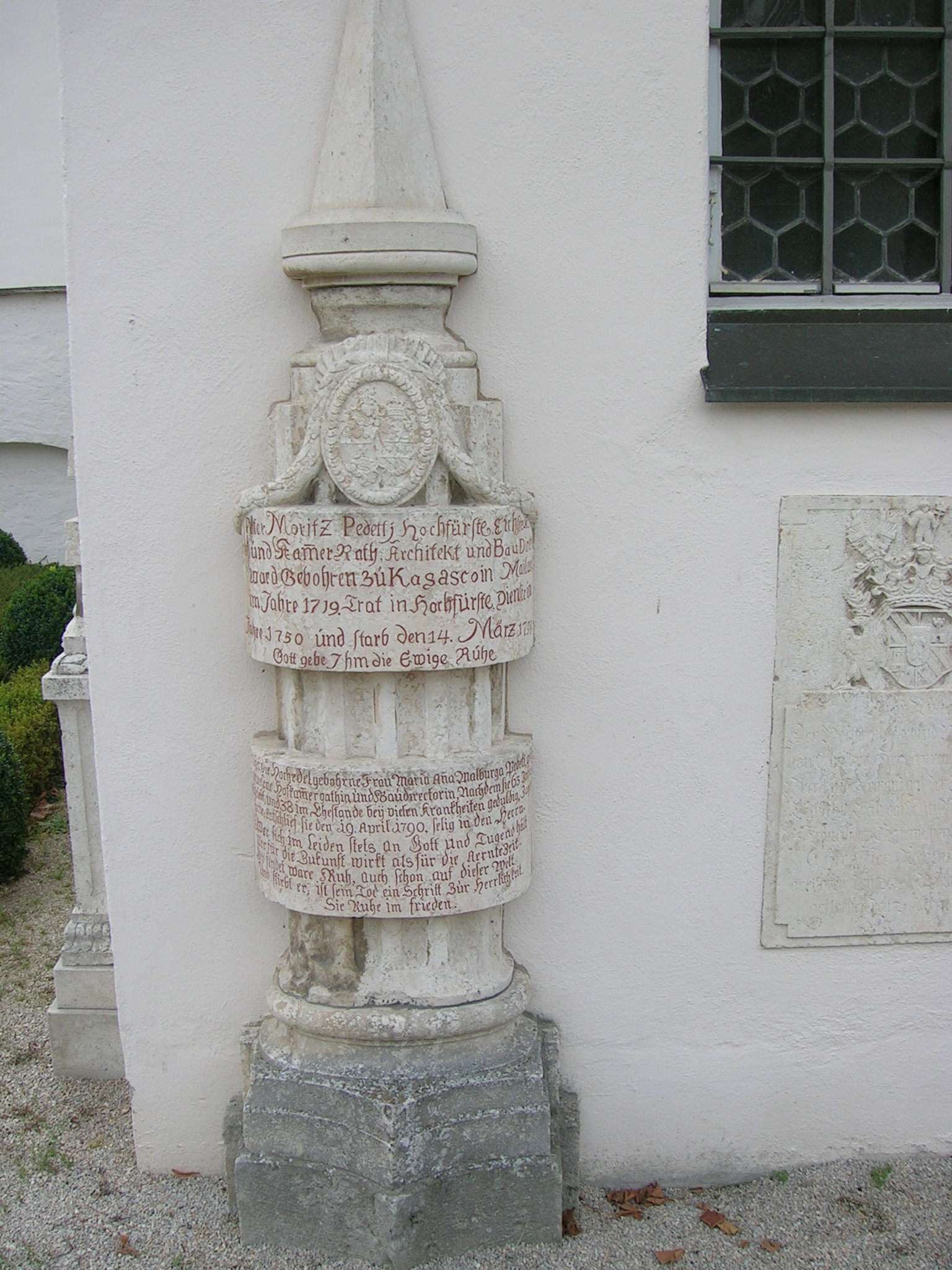
Grabmal Pedettis